# Due altalene
Due altalene è un singolo del cantautore italiano Mr. Rain, pubblicato il 7 febbraio 2024 come quinto estratto dal quinto album in studio Pianeta di Miller.
Il brano è stato presentato in gara durante la 74ª edizione del Festival di Sanremo, dove si è classificato al diciassettesimo posto al termine della kermesse musicale.

## Descrizione
Il brano, scritto dallo stesso cantautore con Lorenzo Vizzini, è prodotto dallo stesso cantautore e racconta il dolore di una madre che ha perso i suoi due figli, entrambi fan del cantautore,uccisi dal padre.

## Video musicale
Il video musicale, diretto da Francesco Lorusso, è stato pubblicato il 6 febbraio 2024 attraverso il canale YouTube del cantautore.

## Tracce
Testi e musiche di Mattia Balardi e Lorenzo Vizzini.
1. Due altalene – 3:17

## Classifiche

### Classifiche settimanali
| Classifica (2024) | Posizione massima |
| ----------------- | ----------------- |
| Italia            | 10                |

### Classifiche di fine anno
| Classifica (2024) | Posizione |
| ----------------- | --------- |
| Italia            | 63        |

## Riconoscimenti
- Videoclip Italia Awards
  - 2025 – Candidatura ai migliori effetti visivi[10]